# Les Icebergs
Les Icebergs – en anglais The Icebergs – est un tableau réalisé par le peintre américain Frederic Edwin Church en 1861. Inspirée par un voyage fait par l'artiste en 1859 autour de Terre-Neuve-et-Labrador, cette huile sur toile est un paysage qui représente des icebergs dans l'Arctique. Sa composition ne contenait au départ aucun artéfact particulier, mais son premier plan a été retouché après qu'elle a été exposée pour finalement inclure un détail qui suggère un naufrage, les restes d'un mât de voilier abandonnés sur de la glace. L'un des chefs-d'œuvre de son créateur, la peinture est conservée au musée d'Art de Dallas, à Dallas, au Texas.